# Chiesa delle Crocelle ai Mannesi
La chiesa di San Francesco d'Assisi, popolarmente nota come chiesa delle Crocelle ai Mannesi, è un edificio di interesse storico-artistico di Napoli; è sito nel cuore del centro storico, nell'omonima piazzetta.

## Storia e descrizione
Il progetto risale al 1882 ed è opera dell'architetto Filippo Botta. L'edificio fu eretto nell'area dove precedentemente sorgeva la chiesa di Santa Maria di Porta Coeli, realizzata per i padri Crociferi, che venne demolita a séguito dei lavori di ampliamento di via Duomo. Della pre-esistente chiesa di Santa Maria di Porta Coeli è rimasto solo il nome, che viene attribuito al Palazzo del civico 219 posseduto anche dalla nobile famiglia Corvi o Corvo, e che oggi ospita una della molteplici sedi dell'Università L'Orientale di Napoli.
Il progetto di Filippo Botta prevedeva l'elevazione della chiesa rispetto al piano stradale, per ottenere degli accessi a magazzini sul prospetto laterale di via Duomo.
La struttura, a pianta rettangolare ad unica navata (detta anche hallenkirche o chiesa a sala), fonde insieme elementi neogotici e neoclassici, in una combinazione tipicamente eclettica. Neogotici sono il portale d'accesso con arco a sesto acuto (o ogivale), le bifore, le finestre sormontate da archi acuti e gli archetti pensili che scandiscono, in senso orizzontale, la sommità della facciata; invece, rimandano alla tradizione classica i frontoni triangolari riccamente modanati (che si trovano sopra il suddetto portale e al vertice della facciata) e le lesene che segnano i margini del prospetto. L'interno è stato radicalmente modificato ed in parte restaurato per la nuova destinazione d'uso del complesso.
La chiesa fu messa in vendita dal comune di Napoli a seguito del profondo stato di degrado.